# James-Andrew Davis
Pour les articles homonymes, voir James Davis (homonymie) et Davis.
James-Andrew Davis (né le 3 juillet 1991 à Edgware) est un escrimeur britannique, spécialiste du fleuret.
Il représente le Royaume-Uni lors des Jeux olympiques d'été de 2012 à Londres. Il remporte la médaille de bronze par équipes lors des Championnats d'Europe de 2013 à Zagreb.
Lors des Championnats d'Europe d'escrime 2014, il remporte le titre individuel en fleuret.